# Bučkův mlýn
Bučkův mlýn (dříve Holubův mlýn) je zchátralý bývalý vodní mlýn na okraji katastrálního území obce Drásov v okrese Brno-venkov, nedaleko intravilánu obce Malhostovice. Leží na 4 km dlouhém náhonu z potoka Lubě, který začínal v obci Skalička. Odhadované založení mlýna se datuje do 15. století. Od svého založení patřil spolu s hospodářským dvorem ve Všechovicích do majetku cisterciáckého kláštera Porta coeli v Předklášteří u Tišnova. Uzavřen byl roku 1951 na základě nařízení a od té doby chátrá.